# Aloe fulleri
Aloe fulleri ist eine Pflanzenart der Gattung der Aloen in der Unterfamilie der Affodillgewächse (Asphodeloideae). Das Artepitheton fulleri ehrt Major Andrew B. I. Fuller, der im Südwesten von Arabien Pflanzen sammelte.

## Beschreibung

### Vegetative Merkmale
Aloe fulleri wächst kurz stammbildend und einfach. Die etwa zwölf schwertförmigen Laubblätter bilden Rosetten. Die glauk-grüne, gelegentlich gelblich überhauchte Blattspreite ist 45 Zentimeter lang und 8 Zentimeter breit. Die stechenden, braunen Zähne am rötlich braunen, knorpeligen Blattrand sind 1 bis 2 Millimeter lang und stehen 12 bis 15 Millimeter voneinander entfernt.

### Blütenstände und Blüten
Der Blütenstand besteht aus ein bis zwei Zweigen und erreicht eine Länge von 40 bis 70 Zentimeter. Die lockeren, zylindrisch spitz zulaufenden Trauben sind 30 bis 35 Zentimeter lang. Die an ihrer Basis rosafarbene Brakteen weisen eine Länge von 12 bis 15 Millimeter auf. Die korallenroten Blüten stehen an 5 bis 6 Millimeter langen Blütenstielen. Ihre Zipfelspitzen sind rosa-cremefarben. Auf ihrer Außenseite sind sie, vor allem auf den Zipfeln, dicht winzig papillös. Die Blüten sind 35 Millimeter lang und an ihrer Basis verschmälert. Auf Höhe des Fruchtknotens weisen die Blüten einen Durchmesser von 7 Millimeter auf. Darüber sind sie auf 5 Millimeter verengt und schließlich zur Mündung erweitert. Ihre äußeren Perigonblätter sind auf einer Länge von 15 Millimetern nicht miteinander verwachsen. Die Staubblätter und der Griffel ragen kaum aus der Blüte heraus.

## Systematik und Verbreitung
Aloe fulleri ist in Jemen in Höhen von 500 bis 900 Metern verbreitet.
Die Erstbeschreibung durch John Jacob Lavranos wurde 1967 veröffentlicht.
Ein Synonym ist Aloe rigens var. mortimeri Lavranos (1967).

## Nachweise